# Tijana Bogićević
Tijana Bogićević (en cirílico serbio: Тијана Богићевић; pronunciación: [tǐjana boɡǐːt͜ɕeʋit͜ɕ]; n. Novi Sad, Serbia, 1 de noviembre de 1981) es una cantante serbia de género pop, R&B y soul.

## Biografía
Nació en 1981, durante la época de la República Federativa Socialista de Yugoslavia (RFSY). Inició su carrera musical en el año 2001. Cabe destacar que desde hace tiempo ha tenido una gran vinculación con el Festival de Eurovisión. En 2009 se presentó como candidata a la selección nacional "Beovizija" para poder representar a Serbia en el Festival de la Canción de Eurovisión 2009, pero no logró pasar de las semifinales.
Posteriormente fue corista de la representante Nina Radojčić en la edición de 2011, que tuvo lugar en la ciudad de Düsseldorf, Alemania.

### Festival de la Canción de Eurovisión 2017
El 27 de febrero de 2017, fue elegida para representar a Serbia en el Festival de la Canción de Eurovisión 2017 con la canción «In Too Deep». 
Ya en el festival, Serbia no fue anunciada entre los diez clasificados para pasar a la final. Más tarde se reveló que el país había quedado en undécimo puesto con 98 puntos.